# Square Vermenouze
Le square Vermenouze est une voie située dans le quartier du Val-de-Grâce dans le 5e arrondissement de Paris.

## Situation et accès

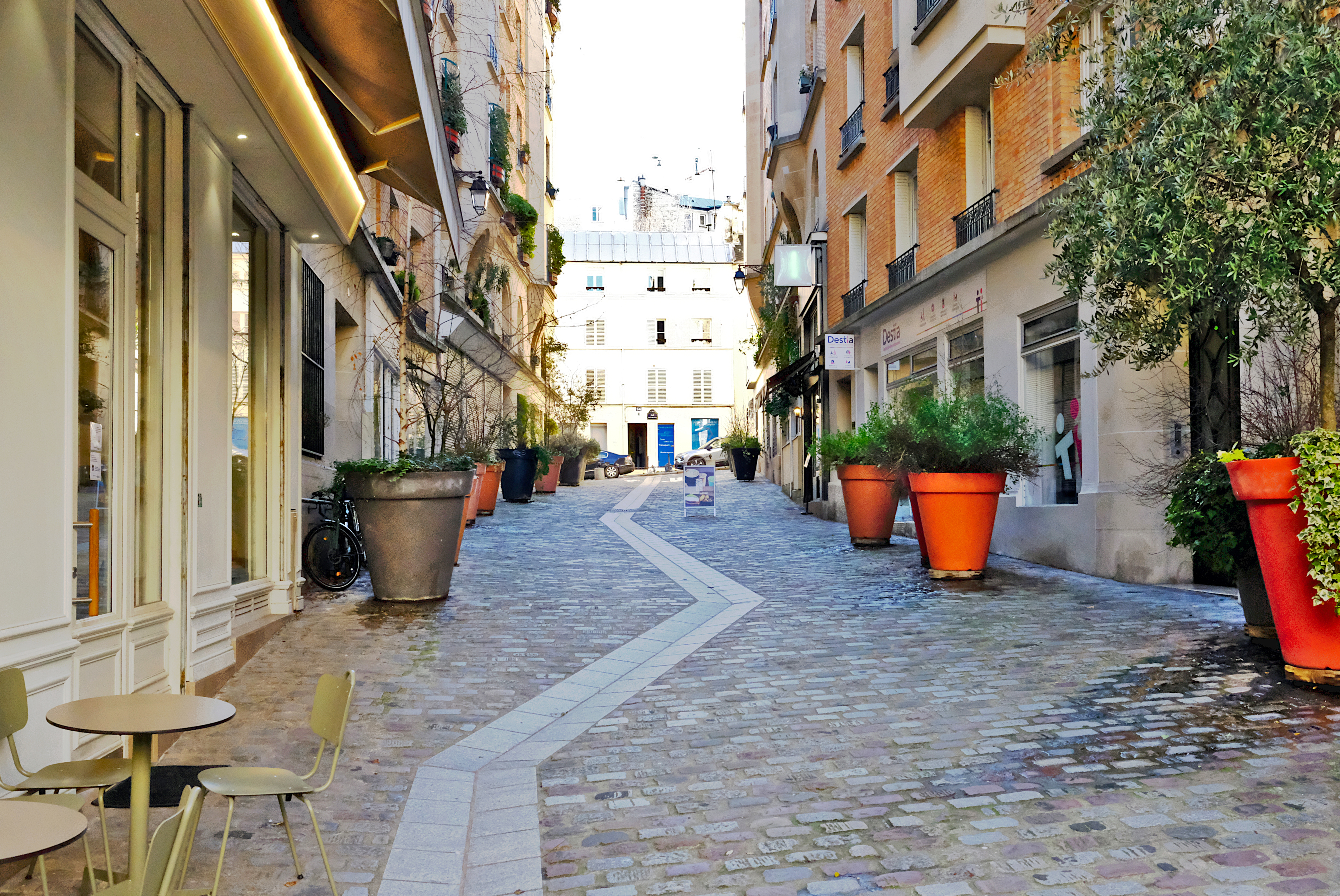
Le square Vermenouze vu de la rue Mouffetard.

Le square Vermenouze est desservi par la ligne 7 à la station Censier - Daubenton.

## Origine du nom
Il porte le nom du nom du poète Arsène Vermenouze (1850-1910).

## Historique
Créée en 1933, cette voie publique située au sein de cours d'immeubles de la ville de Paris prend initialement le nom de « square des Écoles ».